# Lisio
Lisio là một đô thị tại tỉnh Cuneo trong vùng Piedmont của Italia, vị trí cách khoảng 90 km về phía nam của Torino và khoảng 35 km về phía đông của Cuneo. Tại thời điểm ngày 31 tháng 12 năm 2004, đô thị này có dân số 237 người và diện tích 8,6 km².
Lisio giáp các đô thị: Bagnasco, Battifollo, Monasterolo Casotto, Scagnello và Viola.